# Batalla de Pehuajó
La batalla de Pehuajó, también conocida como batalla de Corrales ocurrió el 31 de enero de 1866 y fue la última batalla en territorio argentino de la Guerra de la Triple Alianza. Sucedió después  de la invasión paraguaya de Corrientes y poco antes del contraataque de la Triple Alianza en territorio paraguayo.
El resultado de esta batalla fue favorable a Paraguay, pero no modificó los planes aliados de ofensiva.

## Antecedentes
La Guerra del Paraguay comenzó con la invasión del Mato Grosso por parte del ejército paraguayo. A continuación, el presidente del Paraguay, Francisco Solano López, pidió autorización a la Argentina para cruzar su territorio para atacar al Imperio del Brasil en el Estado de Río Grande del Sur.
La negativa argentina provocó la invasión paraguaya de Corrientes, en abril de 1865 que se realizó en dos columnas: una sobre la costa del río Uruguay, que fue destruida en la batalla de Yatay, del 17 de agosto, y en la rendición de Uruguayana, el 18 de septiembre. La otra columna, que ocupó la ciudad de Corrientes – muy cercana al límite con el Paraguay – y pretendió avanzar hacia el sur por la costa del río Paraná, fue detenida por orden del presidente paraguayo, tras la destrucción de su flota de guerra en la batalla del Riachuelo, del 11 de junio.
El doble fracaso obligó a López a retirar su ejército de la provincia de Corrientes, pasando a una posición defensiva en su propio país. La evacuación de la provincia fue completada a principios de noviembre de 1865.
Al finalizar el año, el ejército aliado, reunido en el campamento de Ensenadas o Ensenaditas, unos kilómetros al norte de Corrientes, junto al actual pueblo de Paso de la Patria, llegaba a 50.000 hombres. Recién entonces, la flota brasileña tomó posiciones aguas arriba de la confluencia de los ríos Paraná y Paraguay.
Después de la retirada del ejército paraguayo, la estructura defensiva del Paraguay se centró en dos posiciones defensivas: por un lado, la Fortaleza de Itapirú en la margen derecha del río Paraná, defendida por un gran número de cañones. Por otro lado, aguas arriba del río Paraguay, las fortalezas de Curupaytí y Humaitá impedían el avance de las flotas enemigas por el río, y de los ejércitos de tierra por la costa.
Las tropas paraguayas no se limitaron a esperar el avance de sus enemigos: en partidas de 200 hombres o más, realizaban continuos ataques a las costas correntinas. Cruzaban el río Paraná en botes o canoas, sin que la escuadra brasileña, que casi podía ver la maniobra, hiciera nada por impedirlo. Al llegar a tierra, usualmente les salían al cruce cuerpos de caballería de las divisiones de Cáceres o de Hornos, que estaban acampados al noreste de Ensenaditas. Estas operaciones no producían otro fruto que alguna rapiña de reses vacunas, a costa de algunos muertos; el único efecto militar positivo fue el desánimo entre los soldados correntinos, que no duraría mucho.

## La batalla
Finalmente, el 30 de enero, Bartolomé Mitre decidió escarmentar a los osados paraguayos, y envió a su encuentro a la división Buenos Aires, comandada por el general Emilio Conesa, con casi 1.600 hombres. Casi todos ellos eran gauchos de la Provincia de Buenos Aires, mucho más aptos para caballería que para la infantería en que revistaban.
Esta vez, el desembarco fue de unos 250 hombres, y debía ser seguido por otros tantos al día siguiente. Tras avanzar unos kilómetros, llegaron hasta el Arroyo Pehuajó, del otro lado del cual había unos corrales, donde los esperaba el general Conesa. Antes de lanzarse sobre los enemigos, este arengó a sus tropas, que prorrumpieron en sonoros vítores; los paraguayos, que estaban a punto de caer en una emboscada, supieron por esos gritos de la presencia del enemigo.
El jefe paraguayo, teniente Celestino Prieto, inició la retirada, por lo que Conesa lanzó a sus tropas a una carga masiva y directa sobre ellos. Curiosamente, en su parte, el general Conesa culpa de la mayor facilidad de la retirada paraguaya al hecho de que sus soldados iban calzados, mientras los paraguayos iban descalzos.
Los paraguayos se parapetaron en los bosques tras al arroyo y tomaron una posición defensiva, desde la cual dispararon durante cuatro horas sobre las tropas argentinas. Al mismo tiempo, desde la costa paraguaya, fueron enviadas dos refuerzos militares más, unos 200 hombres al mando del teniente Saturnino Viveros, y luego otros 700, al mando del comandante Díaz.
Los soldados argentinos, desacostumbrados al terreno en que combatían, al desplazamiento a pie y con botas, e intentando defenderse en medio de un descampado de tiradores parapetados en un bosque y por detrás de un arroyo, fueron cayendo de a decenas.
El general Mitre, que podía oír desde su campamento el tiroteo, no envió ningún refuerzo a las tropas de Conesa. Ni siquiera ordenó al general Manuel Hornos, cuya caballería estaba a menos de una legua de allí, avanzar en su ayuda. Recién al caer el día, tras más de cuatro horas de combate, Mitre ordenó la retirada de las tropas de Conesa.
La batalla había causado casi 900 bajas en las fuerzas argentinas, entre muertos y heridos, contra 170 bajas paraguayas. Entre los muertos argentinos se contaba los mayores Juan M. Serrano y Bernabé Márquez, y entre los heridos el comandante del 5° Batallón teniente coronel Carlos Keen.
Al anochecer, los paraguayos reembarcaron y se retiraron a su propia costa, en momentos en que llegaba a la zona la división del coronel Ignacio Rivas, que había sido enviada en apoyo de Conesa después de haberse ordenado a este retirarse.
Las causas de la falta de apoyo de Mitre a Conesa son discutidas: los historiadores clásicos se dividen entre quienes la atribuyen a un descuido o error de comunicaciones y quienes suponen una animosidad de Mitre hacia Conesa. Por su parte, los historiadores revisionistas, siguiendo a José María Rosa, adjudican el error a ineptitud militar de Mitre, o bien suponen que este, tal como sostuvo Carlos D'Amico, deseaba la muerte de los gauchos bonaerenses, a quienes suponía de simpatías federales, y de sus oficiales, muchos de ellos opositores de su gobierno.
Por su parte, el general Mitre felicitó a las tropas argentinas por su arrojo, pero — en una frase que sería interpretada como un consejo inútil o un gesto cínico del responsable del desastre — les recomendó que 

"...en los futuros combates sean menos pródigos de su ardor generoso y de su valor fogoso."

## Consecuencias

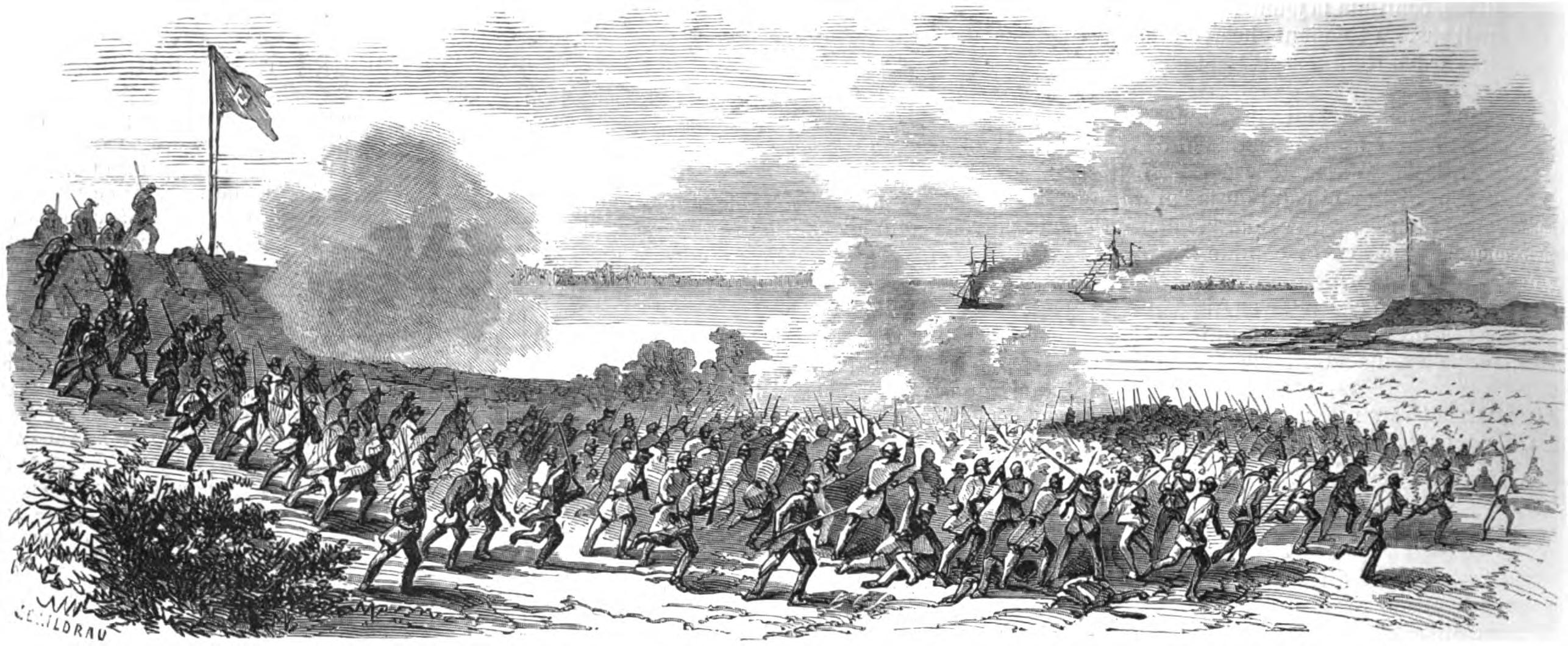
Combate de la isla de Redención (10 de abril): La 19ª brigada brasileña, mandada por el coronel Villagran Cabrita, repele el asalto paraguayo.

No obstante haber obtenido una victoria, las tropas paraguayas no volvieron a repetir ese tipo de acciones en territorio argentino, no obstante que pasaron aún dos meses y medio antes de iniciarse la invasión a territorio paraguayo. En parte, ese cambio se debió al avance de la escuadra brasileña algunos kilómetros aguas arriba, hasta impedir el cruce de las canoas por el paso frente a Itapirú.
Una última batalla ocurrió frente a las costas correntinas el 10 de abril, cuando tropas brasileñas tomaron posiciones en una isla frente a la Fortaleza de Itapirú y destruyeron una división paraguaya que pretendió desplazarlos de allí.
El 5 de abril de 1866, las fuerzas aliadas tomaron la Fortaleza de Itapirú, iniciando así la tercera fase de la guerra, la Campaña de Humaitá o del Cuadrilátero.
El nombre de la ciudad de Pehuajó, en la provincia de Buenos Aires, se debe a esta batalla, por haber participado en ella su fundador, el después gobernador Dardo Rocha.